# Cerura pigra
Cerura pigra är en fjärilsart som beskrevs av Anonymous 1935. Cerura pigra ingår i släktet Cerura och familjen tandspinnare. Inga underarter finns listade i Catalogue of Life.